# Haylie Duff
Pour les articles homonymes, voir Duff.
Haylie Duff (née le 19 février 1985 à Houston, au Texas) est une actrice, auteure-compositrice-interprète, productrice de musique, écrivaine, productrice de films et blogueuse américaine. Elle est surtout connue pour être la sœur aînée de l'actrice et chanteuse Hilary Duff. 
Elle s'est fait connaitre en 2005, à l'âge de 20 ans, en jouant le rôle de Sandy Jameson dans la série familiale-dramatique Sept à la maison, jusqu'en 2007. En 2006, elle a joué le rôle principal dans le film Material Girls, aux côtés de sa sœur Hilary.

## Biographie
Née à Houston, au Texas, Haylie est la fille aînée de Susan Colleen (née Cobb), une femme au foyer et productrice de films, et de Robert Erhard "Bob" Duff, qui travaille dans une chaîne de dépanneurs avec son père John B. Duff. Elle a une sœur cadette, Hilary, qui est actrice et chanteuse. Originaire du Texas, Haylie a commencé à prendre des cours de danse classique, dès son plus jeune âge. À l'âge de 8 ans, elle a eu son premier rôle au théâtre, dans la production The Nutcracker Suite, de la compagnie Houston Metropolitan Dance Company. Elle a lancé sa carrière d'actrice comme une émanation de sa formation de danseuse.

## Carrière

### Carrière d'actrice

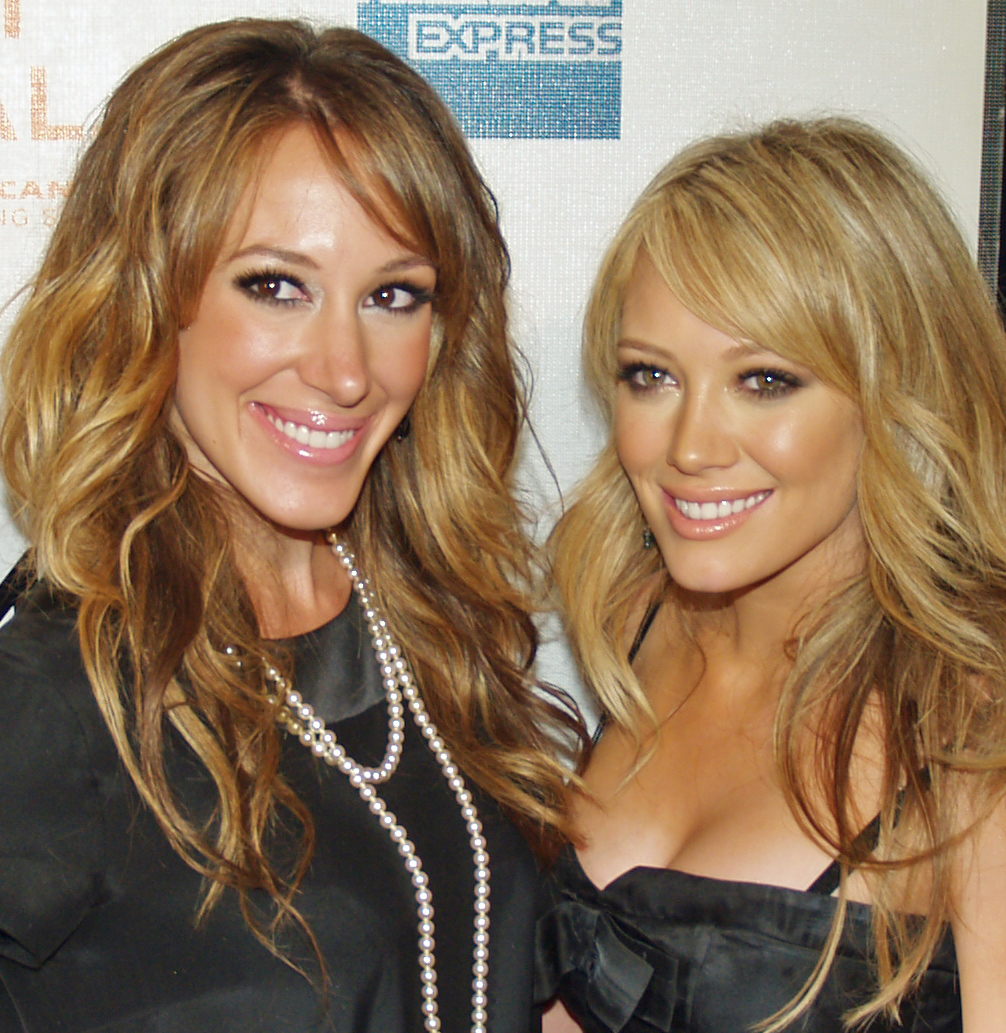
Haylie Duff avec sa sœur Hilary Duff au festival du film de TriBeCa en 2008.

Haylie a lancé sa carrière d'actrice en faisant des apparitions dans des séries télévisées et des téléfilms comme Hope, Sœurs de cœur et The Amanda Show. Grâce à ses apparitions dans La Vie à tout prix, Boston Public et New York 911, Haylie a eu en 2002 un rôle récurrent dans la sitcom Lizzie McGuire où sa sœur Hilary tenait le rôle principal.
En 2004, elle est apparue dans la sitcom, Phénomène Raven. Après avoir eu des rôles récurrents dans diverses séries télévisées, Haylie a eu son premier grand rôle dans Napoleon Dynamite. Grâce au film, Haylie remporte son premier Teen Choice Awards. Elle continue ensuite de faire des apparitions comme dans Le Monde de Joan et Mes plus belles années. Elle a ensuite prêté sa voix pour le film animé À la recherche du Père Noël aux côtés de sa sœur. En 2005, elle rejoint le casting de la série Sept à la maison où elle joue le rôle de Sandy Jameson, la meilleure amie de Rose la petite amie de Simon Camden, qui tombe enceinte de Martin Brewer (Tyler Hoechlin).
En été 2006, Haylie rejoint le casting d'une pièce de Broadway, Hairspray où elle joue le rôle de Amber Von Tussle. Cette même année, on retrouve Haylie dans le téléfilm Material Girls aux côtés de sa sœur Hilary. Haylie est la coproductrice du film tandis que sa sœur et sa mère sont les productrices du film.
À la suite du film Material Girls, Haylie est apparue dans plusieurs téléfilms comme Nightmare, My Sexiest Year, Legacy, Backwoods, Le Cœur à l'épreuve, Love Finds a Home et Le Secret d'une sœur. Entre 2009 et 2010, elle est apparue dans Fear Island, Tug et Slightly Single in L.A. Elle a ensuite prêté sa voix pour le film animé Foodfight! avec sa sœur Hilary mais il n'est jamais sorti.
Haylie présente l'émission de télé-réalité, Legally Blonde The Musical: The Search for Elle Woods dont elle en est la productrice exécutive. 

### Carrière musicale

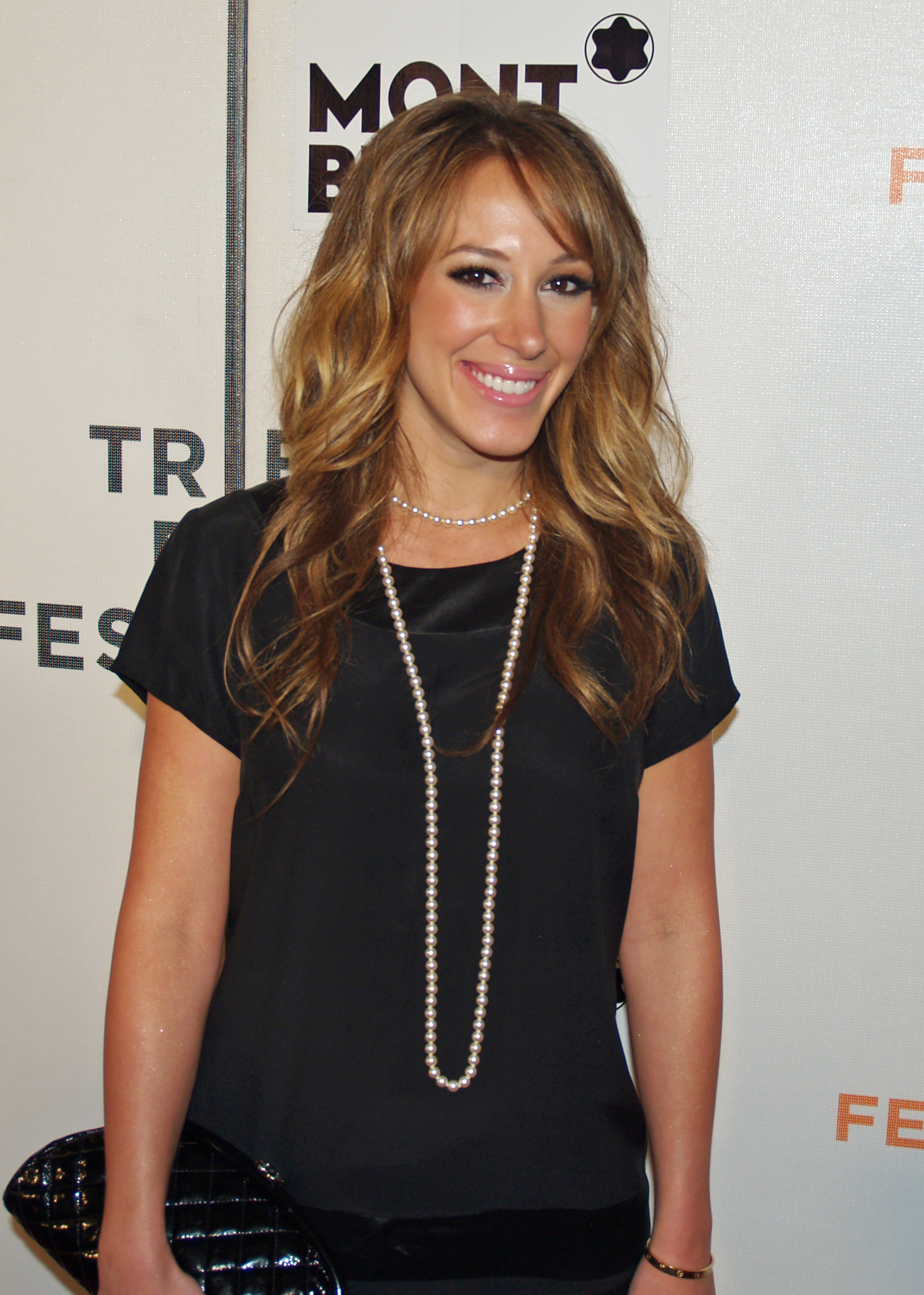
Haylie Duff au festival du film de TriBeCa en 2008.

Haylie a enregistré plusieurs chansons avec sa sœur pour les albums de compilations Disney Mania ainsi que pour les films : À la recherche du Père Noël, Lizzie McGuire, le film, Comme Cendrillon et Material Girls. Elle est chanteuse de fond sur la chanson "On the Rise Again" du rappeur, Kool G Rap. Elle a également chanté la chanson "A Whatever Life" pour la B.O. de La Naissance d'une nouvelle star ainsi que la chanson "Sweetest Pain" pour la B.O. de Fashion Maman.
Haylie a également écrit et co-écrit beaucoup de chansons pour les deux albums Metamorphosis et Hilary Duff de sa sœur Hilary et notamment la chanson "Gypsy Woman" sur le quatrième album de cette dernière, Dignity.

## Vie privée
De 2007 à 2011, Haylie Duff a eu une relation médiatisée avec l'acteur Nick Zano. Depuis 2012, elle partage la vie de l'homme d'affaires Matthew Rosenberg, avec qui elle se fiance en 2014. Le couple a deux filles : Ryan Ava Erhard Rosenberg (née le 11 mai 2015), et Lulu Gray Rosenberg (née le 5 juin 2018).

## Filmographie

### Cinéma
- 2003 : I Love Your Work d'Adam Goldberg : Frat Brat Girlfriend
- 2004 : Napoleon Dynamite : Summer Wheatly
- 2004 : À la recherche du Père Noël (In Search of Santa) (Vidéo) : Lucinda (voix)
- 2005 : Dishdogz : Cassidy
- 2006 : Material Girls : Ava Marchetta
- 2007 : My Sexiest Year : Debbie
- 2008 : Petites Diablesses (Vidéo) : Lana Stephens
- 2009 : Foodfight! : Sweet Cakes (voix)
- 2010 : Tug : Kim
- 2013 : Slightly Single in L.A : Jill
- 2014 : Rendez-vous dans dix ans (en) (The Wedding pact) : Elizabeth Carter
- 2015 : Desecrated : Allie McClean
- 2015 : Badge of Honor : Brittany Gallo
- 2017 : The Sandman : Claire
- 2018 : The Ladybug : Queenie (voix)
- 2021 : La Princesse et le monstre charmant : Varvara (voix)
- 2022 : The Wedding Pact 2: The Baby Pact (en) : Elizabeth Becker

### Télévision

#### Séries télévisées
- 1999 : The Amanda Show : Une fille dans la foule
- 2000 : La Vie à tout prix (Chicago Hope) : Jenny
- 2001 : Boston Public : Sylvia
- 2002 : Lizzie McGuire : Cousine Amy
- 2003 : New York 911 (Third Watch) : Faith jeune
- 2003 : Mes plus belles années (American Dreams) : Shangri-Las
- 2004 : Phénomène Raven (That's So Raven) : Katina
- 2004 : One to One : Mandy
- 2005 : Les Sauvages (Complete Savages) : Jessica
- 2005 : Le Monde de Joan (Joan of Arcadia) : Stevie Marx
- 2005 - 2007 : Sept à la maison (7th Heaven) : Sandy Jameson
- 2012 : Napoleon Dynamite : Summer Wheatly
- 2012 : La Vie secrète d'une ado ordinaire : Avocate (Saison 5, Episode 4)
- 2012 : Massholes : Elle-même (2 épisodes)
- 2012 : Blackout sur Los Angeles : Suzanne Danfield (3 épisodes)
- 2017 : Real Bob : Allison (saison 2, 3 épisodes)

#### Téléfilms
- 1997 : Le Droit de l'espoir (Hope) : Martha Jean Pruitt
- 1997 : Sœurs de cœur (True Women)
- 1998 : La Famille Addams : Les Retrouvailles (Addams Family Reunion) : Gina Adams
- 2007 : Nightmare : Molly
- 2008 : Backwoods : Lee
- 2007 : Le cauchemar de la forêt (Blackwoods) : Lee
- 2009 : Le Cœur à l'épreuve (Love Takes Wing) : Annie Nelson
- 2009 : Les Chemins de l'espérance (Love Finds a Home) : Annie Nelson
- 2009 : Le Secret d'une sœur (My Nanny's Secret) : Claudia
- 2010 : Fear Island : L’Île meurtrière (Fear Island) : Jenna Campbell / Megan Anderson
- 2011 : Vengeance aveugle (Home Invasion) : Jade / Megan
- 2011 : Un mari à louer (Hollyday Engagement) : Trisha Burns
- 2012 : Double Destinée (All About Christmas Eve) : Evelyn Wright
- 2012 : Un noël de rêve (Golden Winter) : Rory[8] (voix)
- 2013 : Le Noël de Belle (Christmas Belle) : Isabella « Belle » Everhart
- 2013 : Chapeau bas Père Noël ! (Hats Off to Christmas!) : Mia
- 2014 : The Costume Shop : Jessica
- 2014 : Muffin Top: A Love Story : Jessica
- 2014 : L'Auberge des amoureux (Sweet Surrender) : Chelsea
- 2014 : Jingle Belle (A Belle for Christmas) : Kate Rivers
- 2014 : Les Ondes de Noël (Naughty & Nice) : Dr Sandra Love
- 2015 : Le Vrai Visage de mon mari (Til Death Do Us Part) : Sarah Richardson
- 2015 : Une vie secrète (His Secret Family) : Sarah Goodman
- 2016 : Deux sœurs pour une vengeance (Bad Twin) : Dr. Jen Burgess
- 2017 : Le Célibataire d'à côté (The Bachelor Next Door) : Alex
- 2017 : Une pirate de cœur (Hacker) : Laura O'Brien
- 2017 : Quelqu'un me suit... (Deadly Delusion) : Julia
- 2021 : Blending Christmas : Emma
- 2023 : Sweet on You : Kate
- 2023 : Mission bébé (Project Baby) : Anna

## Discographie
- 2003 : Girl in the Band (BO de The Lizzie McGuire Movie)
- 2004 : Sweetest Pain (BO de Raising Helen)
- 2004 : A Whatever Life (BO de Stuck In The Suburbs)
- 2004 : One in This World (BO de A Cinderella Story)
- 2004 : Our Lips Are Sealed (BO de A Cinderella Story), avec Hilary Duff
- 2005 : Babysitting Is a Bum Deal (BO de Family Guy: Live in Vegas), duo avec Stewie Griffin
- 2006 : Material Girl (BO de Material Girls et CD Girl Next), avec Hilary Duff